# زلكوفا صينية
زلكوفا صينية (الاسم العلمي: Zelkova sinica) هو نوع من النباتات يتبع جنس الزلكوفا من فصيلة الدردارية.